# Manaquí de capell blanc
El manaquí de capell blanc (Pseudopipra pipra) és un ocell de la família dels píprids (Pipridae) i única espècie del gènere Pseudopipra. Kirwan, David, N, Gregory, S, Jobling, Steinheimer et Brito, 2016

## Hàbitat i distribució
Habita el terra del bosc i sabana de les muntanyes de Costa Rica i oest i centre de Panamà, les terres baixes des de Colòmbia, nord-oest, est i sud de Veneçuela i Guaiana, cap al sud, fins l'est de l'Equador, est del Perú i Amazònia, nord i est del Brasil.

## Taxonomia
Classificat tradicionalment al gènere Pipra va ser ubicat al gènere Dixiphia Ludwig Reichenbach|Reichenbach, 1850 al comprovar que Pipra era un gènere polifilètic, arran treballs com ara Prum, 1992. Més tard i arran l'estudi de Kirwan et al, 2016, es va crear el monotípic gènere Pseudopipra per aquesta espècie.